# جيانيس سامبسون
جيانيس سامبسون (6 ديسمبر 1981 ببافوس في قبرص - ) هو لاعب كرة قدم قبرصي في مركز الدفاع. لعب مع أيل ليماسول ونادي أبويل وAEP Paphos FC ‏ وEvagoras Paphos ‏ وENAD Polis Chrysochous FC ‏.

## وصلات خارجية
- جيانيس سامبسون على موقع قاعدة بيانات كرة القدم.إي يو (الإنجليزية)